# Djupvik (naturreservat)
Djupvik är ett naturreservat i Vindelns kommun i Västerbottens län.
Området är naturskyddat sedan 1997 och är 43 hektar stort. Reservatet omfattar en åshöjd omgärdad av flera tjärnar/småsjöar. Sandåsen är bevuxen med tallskog.